# Акаяуре
Акаяуре (на шведски: Akkajaure) е езеро в Швеция. Намира се в Шведска Лапландия (Норботенска област) и е част от националния парк Стура Шьофалет (Stora Sjöfallet). Площта му варира между 94 и 260 km² (според някои източници Архив на оригинала от 2006-02-10 в Wayback Machine. дори 261) км2, но е считано за по-малко от Удяуре.